# Sân bay Split
Sân bay Split Kaštela/Resnik (IATA: SPU, ICAO: LDSP) là sân bay phục vụ Split và Kaštela ở hạt Split-Dalmatia, Croatia.
Đây là sân bay lớn thứ hai ở Croatia về số lượt khác (1.190.551 lượt năm 2007). Đây là trung tâm quan trọng của hãng Croatia Airlines với các tuyến đi châu Âu như: London, Amsterdam, Frankfurt, Roma và Paris.

## Các hãng hàng không bay theo lịch trình và các tuyến điểm
- Aeroflot (Moscow) [bắt đầu tháng 6 năm 2008]
- Alitalia
  - Alitalia operated by Air Alps (Milan-Malpensa)
- Austrian Airlines (Vienna) [theo mùa]
- Croatia Airlines (Amsterdam, Berlin-Schönefeld, Brussels, Dubrovnik, Düsseldorf, Frankfurt, London-Gatwick, London-Heathrow, Lyon, Munich, Osijek [theo mùa], Paris-Charles de Gaulle, Rome-Fiumicino, Skopje, Vienna, Zagreb, Zürich)
- Czech Airlines (Prague) [theo mùa]
- Dubrovnik Airline (Belfast-International, Geneva, Zürich, Basel) [theo mùa]
- easyJet (Bristol, Geneva [bắt đầu 28 tháng 6], London-Gatwick) [theo mùa]
- Flybe (Birmingham) [theo mùa]
- Germanwings (Berlin-Schönefeld, Cologne/Bonn, Dortmund, Hamburg, Stuttgart)
- InterSky (Friedrichshafen, Graz) [theo mùa]
- Luxair (Luxembourg) [theo mùa]
- Norwegian Air Shuttle (Bergen, Oslo, Stavanger, Stockholm-Arlanda, Trondheim, Warsaw [begins June 1]) [theo mùa]
- Scandinavian Airlines System (Stockholm-Arlanda, Göteborg) [theo mùa]
- Sterling Airlines (Copenhagen)
- Thomas Cook Airlines (London-Gatwick, Manchester) [theo mùa]
- Ukraine International Airlines (Kiev) [theo mùa]

## Số liệu thống kês

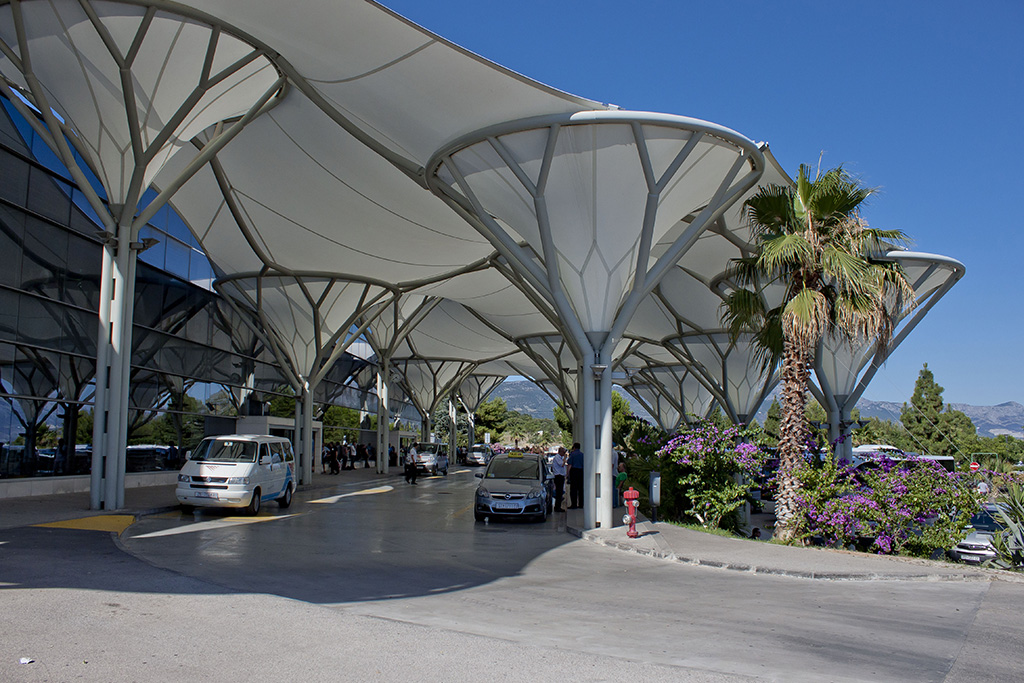
Lối vào sân bay